# 53rd & 3rd
53rd & 3rd è un brano musicale pubblicato dalla band punk rock statunitense Ramones, incluso nell'album Ramones del 1976.

## Descrizione
La canzone, scritta da Dee Dee Ramone, fa riferimento ad una serie di episodi di prostituzione omosessuale maschile effettuati dallo stesso Dee Dee a Manhattan, New York, presso l'incrocio tra la 53° strada e la Third Avenue, per guadagnarsi denaro al fine di saldare i debiti contratti per comprarsi l'eroina, droga che lo porterà alla morte per overdose nel 2002.
Nel film-documentario End of the Century: The Story of the Ramones Dee Dee non conferma di essersi prostituito, anche se altri membri della band dicono il contrario.
Il protagonista, all'inizio, si presenta come un berretto verde reduce della Guerra del Vietnam che si prostituisce nell'angolo che dà il nome alla canzone; nel ritornello si lamenta che non viene mai scelto, anche se questo fatto non lo fa star male. Quando alla fine viene scelto, nei versi finali cantati proprio da Dee Dee il protagonista decide di uccidere il cliente con un coltello per provare di non essere realmente gay, salvando così il proprio onore e dimostrando come la sua scelta fosse solo un mezzo per saldare i suoi debiti, senza curarsi delle ricerche che poi la polizia compirà.
(Dee Dee Ramone)
Nell'album dal vivo We're Outta Here!, Lars Frederiksen e Tim Armstrong dei Rancid si esibiscono eseguendo questa canzone insieme ai Ramones suonando entrambi la chitarra; Lars canta anche la parte originariamente cantata da Dee Dee.

## Formazione
- Joey Ramone - voce
- Johnny Ramone - chitarra
- Dee Dee Ramone - basso e voce d'accompagnamento
- Tommy Ramone - batteria

## Cover
Questa canzone è stata reinterpretata dai Metallica nel 2003 nell'album tributo ai Ramones We're A Happy Family, con James Hetfield che canta sia la prima parte sia il ritornello e con il batterista Lars Ulrich che canta l'ultima parte.
Gli Screeching Weasel hanno anch'essi reinterpretato la canzone nell'album di cover Ramones e in Beat Is on the Brat.
Gli Shotgun Messiah hanno infine fatto una cover del singolo nell'EP I Want More.